# Stubbtjärnen (Voxna socken, Hälsingland)
Stubbtjärnen är en sjö i Ovanåkers kommun i Hälsingland och ingår i Ljusnans huvudavrinningsområde. Sjön har en area på 0,0582 kvadratkilometer och ligger 235,3 meter över havet. Sjön avvattnas av vattendraget Brynåsbäcken.

## Delavrinningsområde
Stubbtjärnen ingår i det delavrinningsområde (680957-148572) som SMHI kallar för Mynnar i Voxnan. Medelhöjden är 245 meter över havet och ytan är 12,52 kvadratkilometer. Det finns inga avrinningsområden uppströms utan avrinningsområdet är högsta punkten. Brynåsbäcken som avvattnar avrinningsområdet har biflödesordning 3, vilket innebär att vattnet flödar genom totalt 3 vattendrag innan det når havet efter 131 kilometer. Avrinningsområdet består mestadels av skog (86 procent). Avrinningsområdet har 0,54 kvadratkilometer vattenytor vilket ger det en sjöprocent på 4,3 procent.